# Deinbollia mezilii
Espèce
Deinbollia mezilii est une espèce de plantes à fleurs de la famille des Sapindaceae et du genre Deinbollia, endémique du Cameroun.

## Étymologie
L'épithète spécifique mezilii rend hommage au collecteur Paul Mezili, technicien forestier et collaborateur de René Letouzey, qui découvrit les premiers spécimens en novembre 1992, en compagnie de Benoît Satabié, au nord de Dipikar, à une altitude de 50 m.

## Description
C'est un arbrisseau à tronc non ramifié, pouvant atteindre 1,5 m de hauteur.

## Distribution
Relativement rare, endémique du Cameroun, elle y a été observée sur plusieurs sites dans la région du Sud, sur l'île de Dipikar, dans le parc national de Campo-Ma'an, à Nkoelon.